# Ester Ringnér-Lundgren
Ester Ringnér-Lundgren (* 4. Oktober 1907 als Ester Maria Ringnér in Norrköping, Schweden; † 26. Juli 1993) war eine schwedische Schriftstellerin, die in Skandinavien und Deutschland besonders für ihre im Trollmilieu spielenden Kinderbücher und ihre Lotta-Jugendbuchreihe bekannt war. Ihre 140 Bücher richteten sich hauptsächlich an ein jüngeres, weibliches Publikum, waren aber dabei überwiegend frei von Klischees und überzeugten stattdessen mit der Aufnahme zeitgemäßer und geschlechtsübergreifender Themen. Ester Ringnér-Lundgren veröffentlichte zudem unter den Pseudonymen Merri Vik, Kaj Ringnér und Beril Björk.

## Leben
Ester Ringnér-Lundgren wurde am 4. Oktober 1907 als Tochter des Kapitäns Birger Ringnér und seiner Frau Johanna in Norrköping geboren. Der Vater nahm mitunter die ganze Familie mit auf die Schiffsreisen, die sie sogar bis nach St. Petersburg führten und während des Ersten Weltkriegs auch entlang an der gefährlich verminten schwedischen Küste entlang brachte. Kurz vor der Pensionierung des Vaters zog die Familie nach Malmköping.

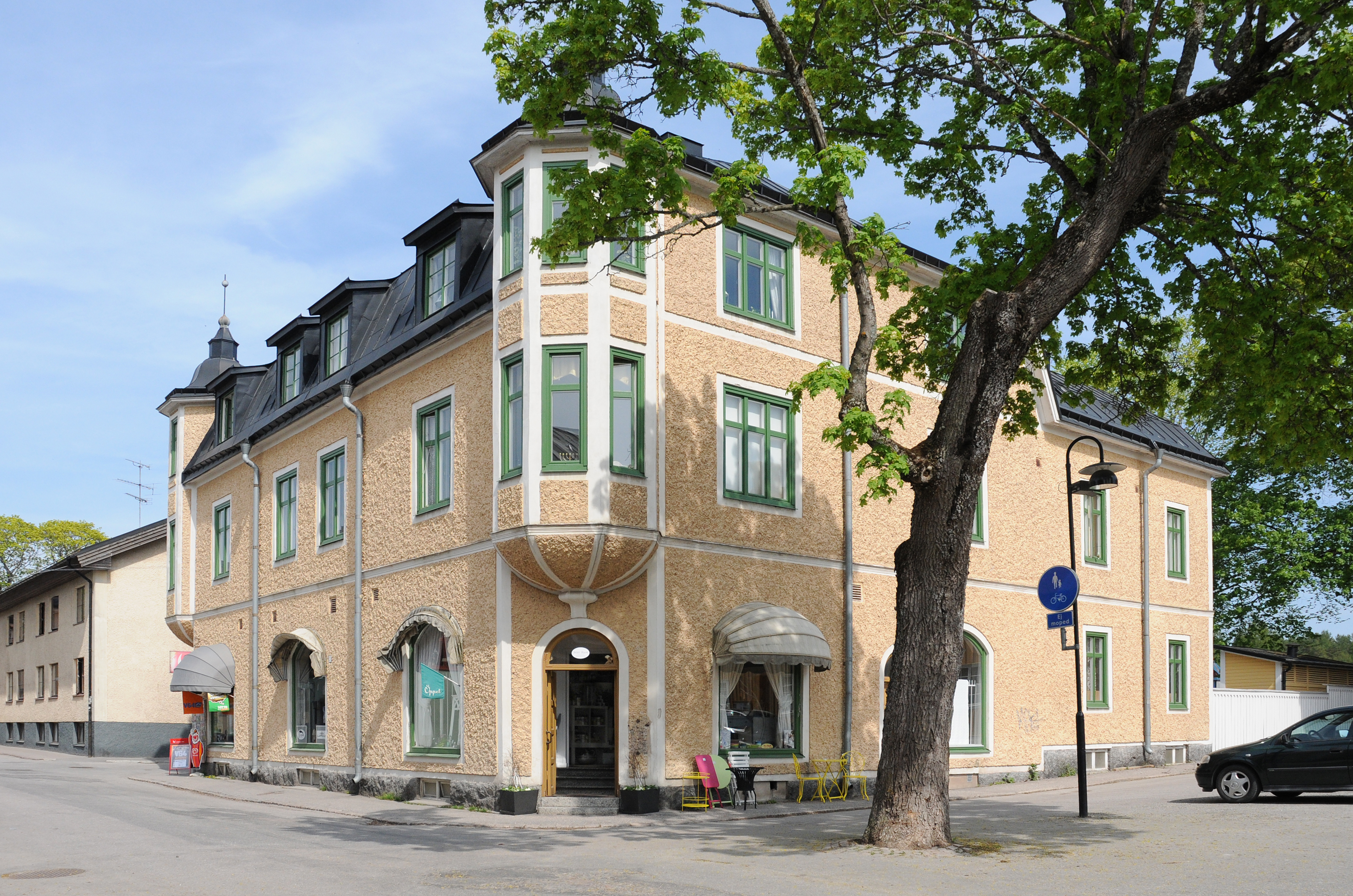
Wohnhaus der Familie Ringnér, 1925, Storgatan 4 Malmköping

Nach ihrem Abschluss am Lehrerseminar für die Grundschule 1927 beschloss sie, ihren Jugendwunsch, Schriftstellerin zu werden, in die Tat umzusetzen. In der Folge erschienen etliche ihre Geschichten in den schwedischen Tageszeitungen wie Svenska Dagbladet oder Dagens Nyheter. Sie arbeitete im Laufe der Jahre an mehreren Grundschulen in Rosersberg und Norrköping, wo sie ihren späteren Ehemann Kurt Lundgren kennenlernte. In der Folge zog das Paar nach Mariestad und daraufhin nach Solna. Ihre erste eigenständige Buchveröffentlichung im B. Wahlströms bokförlag war 1951 Kvirre och Hoppsan, mit sie erstmals die Märchenwelt von Kobolden und Trollen beschrieb. In dieser Märchenwelt spielte auch die Trulsa und Pysseliten-Reihe, die über Jahrzehnte an schwedischen Grundschulen zur Leseerziehung genutzt wurden. Außerdem war sie bis in die 1970er Jahre hinein eine der wenigen schwedischen Autorinnen, die auch Jugendkriminalromane schrieb.
Ihre erfolgreichste Buchreihe veröffentlichte sie seit 1958 mit der Lotta-Reihe (Det är Lotta, förstås!) unter dem Pseudonym Merri Vik, die 1991 mit dem 47. Band Liselott, Lottas dotter (Lise Lott, Lottas Tochter) beendet wurde. Nach ihrer 100. Buchveröffentlichung besuchte sie 1971 auch die Frankfurter Buchmesse, um ihr Gesamtwerk zu präsentieren.
In Schweden veröffentlichte sie 140 Bücher bei einer Gesamtauflage von 3,5 Millionen Bänden, in Deutschland unter anderen Alexander, der Ziegenbock, Klein Trulsa und Lotta/Lisa (Merri Vik). Ihre Werke erschienen meist auf Dänisch, Norwegisch, Finnisch, Isländisch und Deutsch, wurden aber auch in andere Sprachen übersetzt. Noch 2007 erfolgte einige Neuübersetzungen ins Finnische.
Weitere von ihr genutzte Pseudonyme waren Kaj Ringnér und Beril Björk.

## Kritik
Eine Studie Birgitta Theanders von 2006 zu den Inhalten der Mädchen-Bücher Ringnér-Lundgrens zwischen 1945 und 1965 belegt überraschenderweise, dass die Autorin weniger die klassischen Themen wie einfache Probleme oder romantische Liebesgeschichten behandelte, sondern vielmehr soziale Klassenunterschiede und seit den 1960er Jahren auch Globalisierungprobleme ansprach. Selbst die Förderung der Spendenbereitschaft der reichen Eliten oder soziale Projekte zugunsten Benachteiligter werden in den Büchern thematisiert. In den Zukunftsträumen der Jugendlichen erscheinen nicht nur traditionelle, sondern auch moderne und geschlechtsübergreifende Berufsbilder.
Vivi Edström, Professor für vergleichende Literaturwissenschaft, bemängelte 1980 hingegen die stereotype, abgehackte Ausdrucksweise der literarischen Figur Lotta, die weitestgehend an der Oberfläche schweben würde.
Allerdings sei laut Theander diese Erzähltechnik in den folgenden Jahren wie bei Astrid Lindgren, Elsa Nyblom, Claque oder Christina Söderling-Brydolf zum klassischen humorvollen schwedischen Stil des Jugendromans verfeinert worden, der seine Ursprünge bis hin zu Anne auf Green Gables der kanadischen Autorin Lucy Maud Montgomery von 1908 gründen würde.

## Werk
in deutscher Übersetzung
- Natürlich wieder Lotta! (Originaltitel Det Lotta, förstás!) Aus dem Schwedischen von Hanna Köster-Ljung. Mit Zeichnungen von Hanns Langenberg, Klein Verlag, Lengerich (Westfalen), 1963.
- Klein Trulsa. (Lilla Trulsa) Aus dem Schwedischen von Hanna Köster-Ljung. Illustrationen von May Bühler, Klein Verlag, Lengerich (Westfalen), 1963.
- Puppenfest bei Klein Trulsa (Originaltitel Lilla Trulsa kallas) Aus dem Schwedischen von Hanna Köster-Ljung. Illustrationen von May Bühler, Klein Verlag, Lengerich (Westfalen), 1964.
- Ja, ja, unsere Lotta. (Originaltitel  Ja, se, Lotta) Aus dem Schwedischen von Hanna Köster-Ljung. Mit Zeichnungen von Hanns Langenberg, Klein Verlag, Lengerich (Westfalen), 1964.
- Aufgepasst, Lotta. (Originaltitel Skärp dig, Lotta!) Aus dem Schwedischen von Hanna Köster-Ljung. Mit Zeichnungen von Hanns Langenberg, Klein Verlag, Lengerich (Westfalen), 1965.
- Alexander, der Ziegenbock. (Originaltitel Geten Alexander) Bilder von Ursula Kirchberg, Klein Verlag, Lengerich (Westfalen), 1965.
- Gib nicht auf, Lisa.(Originaltitel  Vilken vals, Lotta) Übersetzung: Ursula Dotzler, Franz Schneider Verlag (Schneider-Taschenbücher) München/Wien, 1979, ISBN 3-505-07179-X.
- Bleib wie du bist, Lisa. (Originaltitel Alls tiders Lotta) Übersetzung: Ursula Dotzler, Franz Schneider Verlag (Schneider-Taschenbücher) München/Wien, 1979, ISBN 3-505-07219-2.
- Du bist klasse, Lisa. (Originaltitel Rena karusellen, Lotta) Übersetzung: Ursula Dotzler, Franz Schneider Verlag (Schneider-Taschenbücher) München/Wien, 1980, ISBN 3-505-07262-1.
- Typisch Lisa. (Originaltitel  Lotta går till väders) Übersetzung: Ursula Dotzler, Franz Schneider Verlag (Schneider-Taschenbücher) München/Wien, 1982, ISBN 3-505-07309-1.

im schwedischen Original
- 1951 – Kvirre och Hoppsan
- 1952 − Kvirre och Hoppsan far till Afrika
- 1953 − Kvirre och Hoppsan i farten
- 1954 − Kvirre och Hoppsan på trollresa
- 1954 – I samma klass (solist)
- 1954 – Tussis sommarlov
- 1955 − Kvirre och Hoppsan finner trollguldet
- 1955 – Tur i oturen (solist)
- 1955 – Trollslottet illustrationer av Heidi Lindgren
- 1956 − Kvirre och Hoppsan i Gränslösa
- 1956 – Tussi i skolan
- 1956 – Sämst i klassen (solist)
- 1957 − Kvirre och Hoppsan i vida världen
- 1957 – Kri finner en vän
- 1958 − Kvirre, Hoppsan och trollspöet
- 1958 – Geten Alexander (under pseudonym Beril Björk)
- 1958 – Ugglor i mossen (den enda boken med grön rygg)(under pseudonym Kaj Ringnér)
- 1958 – Det går över, Kri
- 1958 – Tussi och trollkarlen
- 1958 – Det är Lotta förstås!
- 1959 − Kvirre och Hoppsan på Grålleborg
- 1959 – Ja, se Lotta!
- 1959 – Lotta är sig lik
- 1960 − Kvirre och Hoppsan på sagoön
- 1960 – Tussi berättar mera
- 1960 – Kri och Vimsi
- 1960 – Ett hjärta för Kri
- 1960 – Geten Alexander och Lura (under pseudonym Beril Björk)
- 1960 – Skärp dig, Lotta!
- 1960 – Lotta slår till
- 1960 – Fara på taket, Lotta!
- 1960 – Vilken skiva, Lotta!
- 1961 − Kvirre, Hoppsan och Skvallerina
- 1961 – Tussi på vinterlov
- 1961 – Melodi för Kri ("En melodi för Kri" på omslaget)
- 1962 – Akta hjärtat, Ann-Sofi (under pseudonym Kaj Ringnér)
- 1962 – Kaja och spökbåten
- 1962 – Skriv upp det, Lotta!
- 1962 – Rena snurren, Lotta!
- 1963 − Hoppsan vill bli berömd
- 1963 − Kvirre och Hoppsan på tigerjakt
- 1963 – Se dig för, Lotta!
- 1963 – Bra gissat, Lotta!
- 1963 – Platt fall, Lotta!
- 1963 – April, april Tussi
- 1963 – Skicka Kaja
- 1964 − Hoppsan vinner
- 1964 – Hemligt budskap, Kaja
- 1964 – Det spökar för Tussi
- 1964 – Rena mörkret, Lotta!
- 1965 − Hoppsans stadsresa
- 1965 – Lilla Trulsa och Pysse-liten illustrerad + frågekort
- 1965 – För fulla segel, Kaja
- 1965 – Hejda dej, Lotta!
- 1965 – Full fart, Lotta!
- 1966 − Hoppsan och trollkungens ring
- 1966 − Hoppsan och rövaren Kolifej
- 1966 – Arma Lotta!
- 1966 – Vilken fullträff, Lotta!
- 1966 – Kaja och de nio elefanterna
- 1966 – Tussi möter en tiger
- 1967 − Kvirre och Hoppsan i TV
- 1967 – Tussis lekstuga
- 1967 – Farlig kurs, Kaja
- 1967 – Håll masken, Lotta!
- 1967 – Lotta i topp
- 1968 – Tussis nya klasskamrat
- 1968 – Var glad, Lotta!
- 1968 – Vilken vals, Lotta!
- 1968 – Kaja och viskande rösten
- 1969 - Hoppsan och vilde Jim
- 1969 – Festligt, Lotta!
- 1969 – Vilken tur, Lotta!
- 1969 – Lusthusets gåta (solist)
- 1970 - Hoppsan och vilde Jim till sjöss
- 1970 – Alla tiders Lotta
- 1970 – Rena karusellen, Lotta!
- 1970 – Camilla får upp ett spår (solist)
- 1971 – Ge aldrig upp, Lotta!
- 1971 – Mitt i prick, Lotta!
- 1971 – Ann-Sofi och den svarta katten (1971, pocket)(under pseudonym Kaj Ringnér)
- 1972 – Lotta går till sjöss
- 1972 – Det spökar, Lotta!
- 1973 - Kvirre och Hoppsan i Vilda Västern
- 1973 – Lotta går till väders
- 1973 – Heja Lotta!
- 1974 – Toppen, Lotta!
- 1974 – Fyndigt, Lotta!
- 1975 – Full rulle, Lotta!
- 1975 – Rena cirkusen, Lotta!
- 1976 – Rakt i plurret, Lotta!
- 1977 – En ros åt Lotta
- 1979 – Kära Lotta
- 1980 – Alltid Lotta
- 1981 – Någon att tycka om (solist)
- 1981 – Lycka till, Lotta
- 1982 – Gammaldags sagor illustrationer av Kerstin Romare (1982)
- 1983 – Då kör vi då, Lotta
- 1984 - Kvirre och Hoppsan (ny utgåva)
- 1984 - Kvirre och Hoppsan i farten (ny utgåva)
- 1984 - Kvirre och Hoppsan finner trollguldet (ny utgåva)
- 1984 - Kvirre och Hoppsan i vida världen (ny utgåva)
- 1984 – Läsning för Lotta
- 1986 – Glad sommar, Lotta
- 1987 – Visst är det konstigt, Lotta
- 1988 – Det ordnar sig Lotta
- 1989 – Helt otroligt, Lotta
- 1991 – Liselott, Lottas dotter